# Cartotheek van de Joodse raad
De Cartotheek was in de periode 1938-1945 een door de Duitse bezetter van een land aan een in dat land opgerichte Joodse raad opgedrongen wijze van registratie via een kaartsysteem van de in dat land wonende Joden. Het doel was om op grond van de Neurenberger wetten door middel van deze registratie de Joden te kunnen verwijderen uit nazi-Duitsland en de door dat land bezette andere landen. Oorspronkelijk was het de bedoeling dit via emigratie te laten plaatsvinden, maar doordat dit niet naar de wens van de bezetter lukte, werd gezocht naar een andere methode en gevonden in de Endlösung der Judenfrage. De Cartotheek bleek hiervoor een geschikt instrument om alle Joden te kunnen opsporen en deportatielijsten van hen te kunnen opstellen.
In de Cartotheek werden in 1941 volgens de Duitse maatstaven in Nederland 140.522 Joden geregistreerd.
Na de Tweede Wereldoorlog werden de cartotheken van verscheidene landen overgedragen aan UNESCO, waardoor die konden dienen voor het opsporen van vermiste familieleden van de Joden die de oorlog hadden overleefd, of te kunnen nagaan van wat er met hen was gebeurd.